# Vetesikterskorna

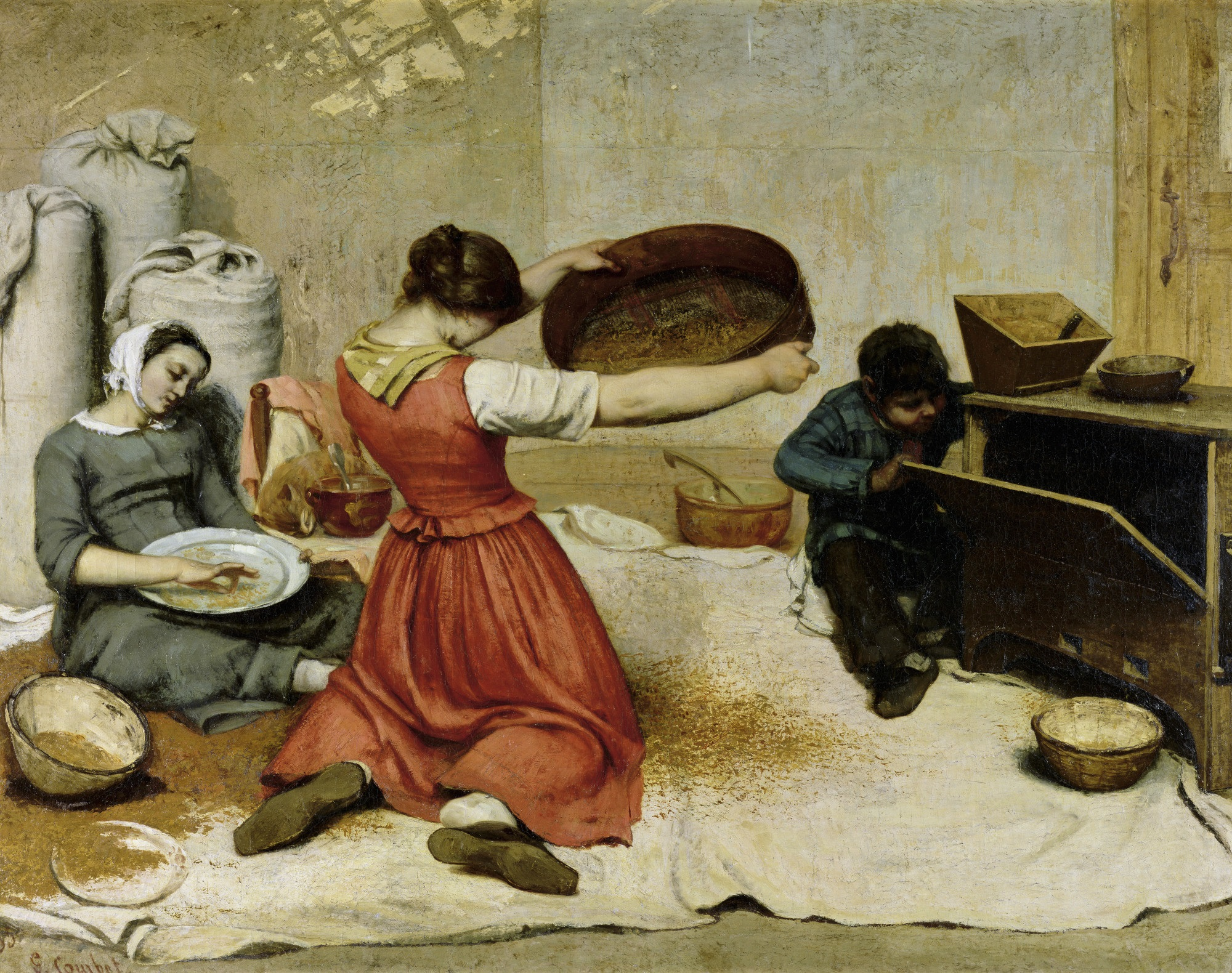
Vetesikterskorna, 131 X 167 cm

Vetesikterskorna, på franska Les Cribleuses de Blé, är en oljemålning av Gustave Courbet.
Målningen, som av Gustave Courbet alternativt kallades Sikterskorna eller jordbrukarbarnen i Doubs (Les cribbleuses ou les enfants des cultivateurs du Doubs), ställdes ut på Parissalongen år 1855 och också 1861 på den nionde utställningen av Societé des amis de l'art de Nantes. Sällskapet köpte då målningen för konstmuseet i Nantes.
De båda kvinnorna i målningen är Gustave Courbets två systrar Zoé (stående) och Juliette (sittande). Pojken är troligen Désiré Binet (född 1847), Gustave Courbets son med älskarinnan Virginie Binet.
Målningen, som utfördes i Ornans vintern 1853/54, finns i Musée des Beaux-Arts de Nantes.